# Brunnen im Rathauspark

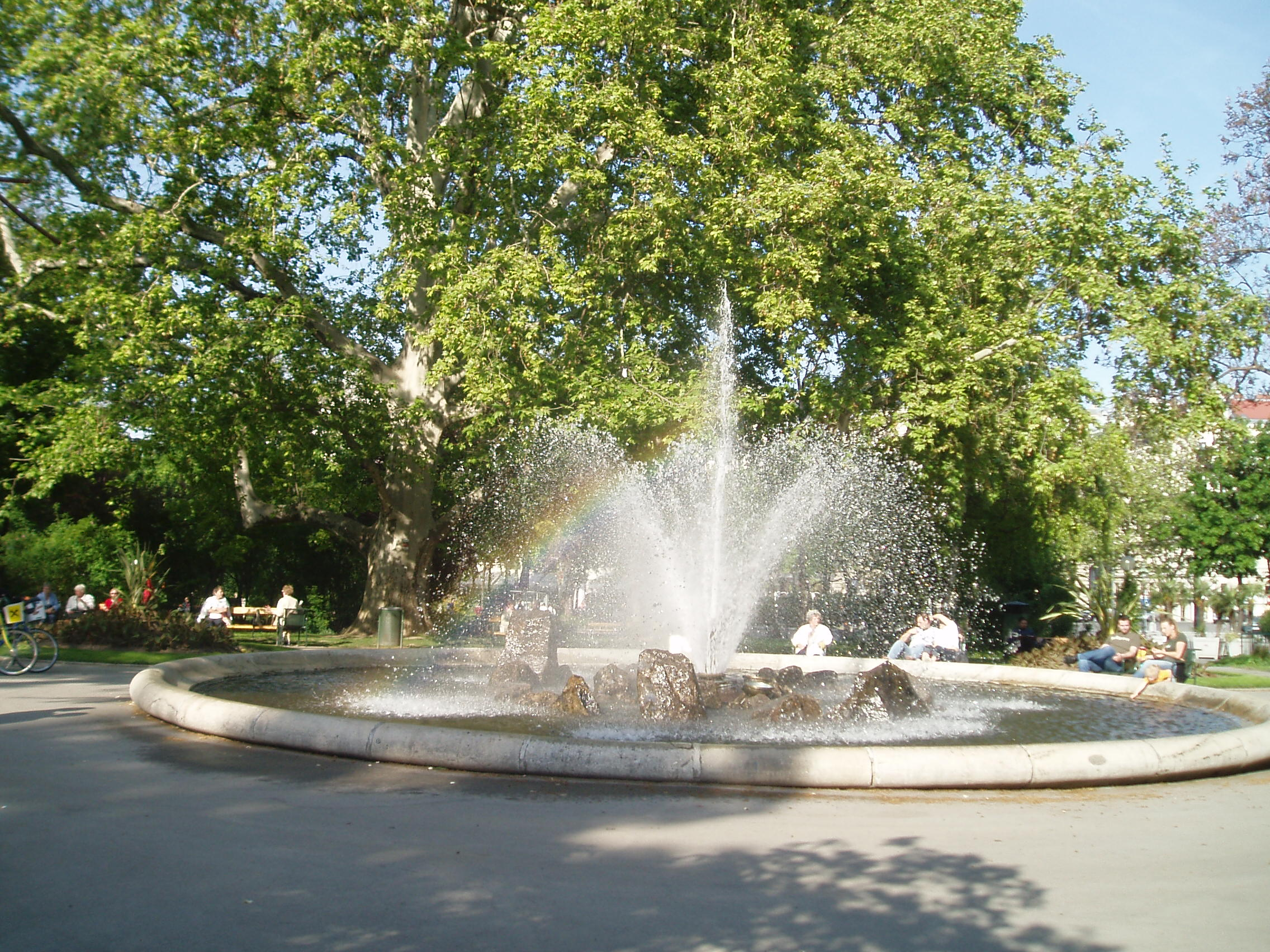
Einer der Springbrunnen im Rathauspark

Als Brunnen im Rathauspark werden die beiden Springbrunnen im Rathauspark vor dem Wiener Rathaus bezeichnet.

## Beschreibung
Die identischen Springbrunnen verfügen über runde Becken, in deren Zentrum Felsbrocken eine Insel bilden, welcher der Wasserstrahl entspringt.

## Geschichte
Antonio Gabrielli, der im Auftrag der Stadt Wien die I. Wiener Hochquellenwasserleitung errichtete, verzichtete auf einen Teil des ihm zustehenden Geldes zu Gunsten eines repräsentativen Brunnens unter der Bedingung, dass dieser anlässlich der Eröffnung der Wasserleitung in Betrieb genommen werden sollte. Bei der Suche nach einem geeigneten und dem Anlass entsprechenden Standort wurde auch der neue Rathauspark auf seine Tauglichkeit überprüft.
Dieser wurde zwischen 1870 und 1873 auf Wunsch des damaligen Bürgermeisters Cajetan Felder als zusätzlicher Erholungsraum neben dem Wiener Stadtpark noch ohne schmückendem Beiwerk wie Statuen oder Brunnen nach Plänen des Stadtgärtners Rudolph Siebeck angelegt und aus Anlass der Grundsteinlegung für das neue Wiener Rathaus eröffnet.
Allerdings verlangte der Park durch seine Anlage zwei Brunnen, da ein hochstrebendes Objekt in der Achse des Rathausturms mit diesem architektonisch kaum in Einklang zu bringen war. Deshalb beschloss der Gemeinderat in seiner Sitzung am 6. August 1872 mit Gabriellis Zustimmung die Errichtung zweier monumentaler Brunnen, einen auf dessen Kosten und den zweiten auf Kosten der Gemeinde. Da diese Brunnen allerdings nicht wie von Gabrielli gefordert, gleichzeitig mit der Hochquellenwasserleitung fertiggestellt werden würden, beschloss der Gemeinderat – ebenfalls im Einvernehmen mit Antonio Gabrielli – die Errichtung eines in architektonischer Beziehung einfachen Brunnens, der während der Verhandlungen als Hochstrahlbrunnen bezeichnet wurde, der lediglich durch seine mächtigen Wasserstrahlen beeindruckte.
Friedrich von Schmidt, der Architekt des neuen Wiener Rathauses, entwarf zwei Säulenbrunnen für den Rathauspark. Einer dieser Entwürfe ist noch erhalten und zeigt – ähnlich dem Pallas-Athene-Brunnen vor dem Parlament – eine hoch aufragende Säule mit einer Frauenfigur auf ihrer Spitze. Die Gliederung dieser Säule ähnelte jener des Schutzengelbrunnens in der Wiedner Hauptstraße. An der Basis waren Figuren in mittelalterlicher Tracht vorgesehen. Weshalb schließlich aber nur die Brunnenbecken in ihrer heutigen Form errichtet wurden, ist nicht bekannt.
Anlässlich der Inbetriebnahme der II. Wiener Hochquellenwasserleitung am 2. Dezember 1910 wurde der Betrieb der beiden Rathausbrunnen auf Wasser aus dieser Leitung umgestellt.